# Български средновековен тайнопис
Българският средновековен тайнопис е скрито, шифровано писане на определени текстове през средновековието. Датира от 11 век.
Българските средновековни книжовници обикновено с тайнопис изписват името си и мястото на написване на книгата. Първоначално като тайно писмо е била използвана глаголицата в кирилски паметници.
Известни са няколко най-разпространени средновековни български криптографски системи, които в основата си имат византийски произход. Най-известната е взаимната замяна на букви, чиято числова стойност се допълва до 10, 100 и 1000. В тази система участват само онези кирилски букви, които имат гръцки съответствия, а буквите  с титло (5),  с титло (50) и  с титло (500) се запазват или заменят една с друга. Тази тайнописна система има и усложнен вариант, при който буквен знак се представя чрез няколко букви, сборът от числовите стойности на които е равен на числовата стойност на заменяната буква.
Други тайнописни системи са взаимната замяна на съгласните букви, подредени в две редици; микроскопичното писмо; огледалното изписване и монограмното писмо.
Специализирани изследвания в областта на българския средновековен тайнопис с оглед разпространение във времеви и териториален обхват не са правени.